# Epiquerez

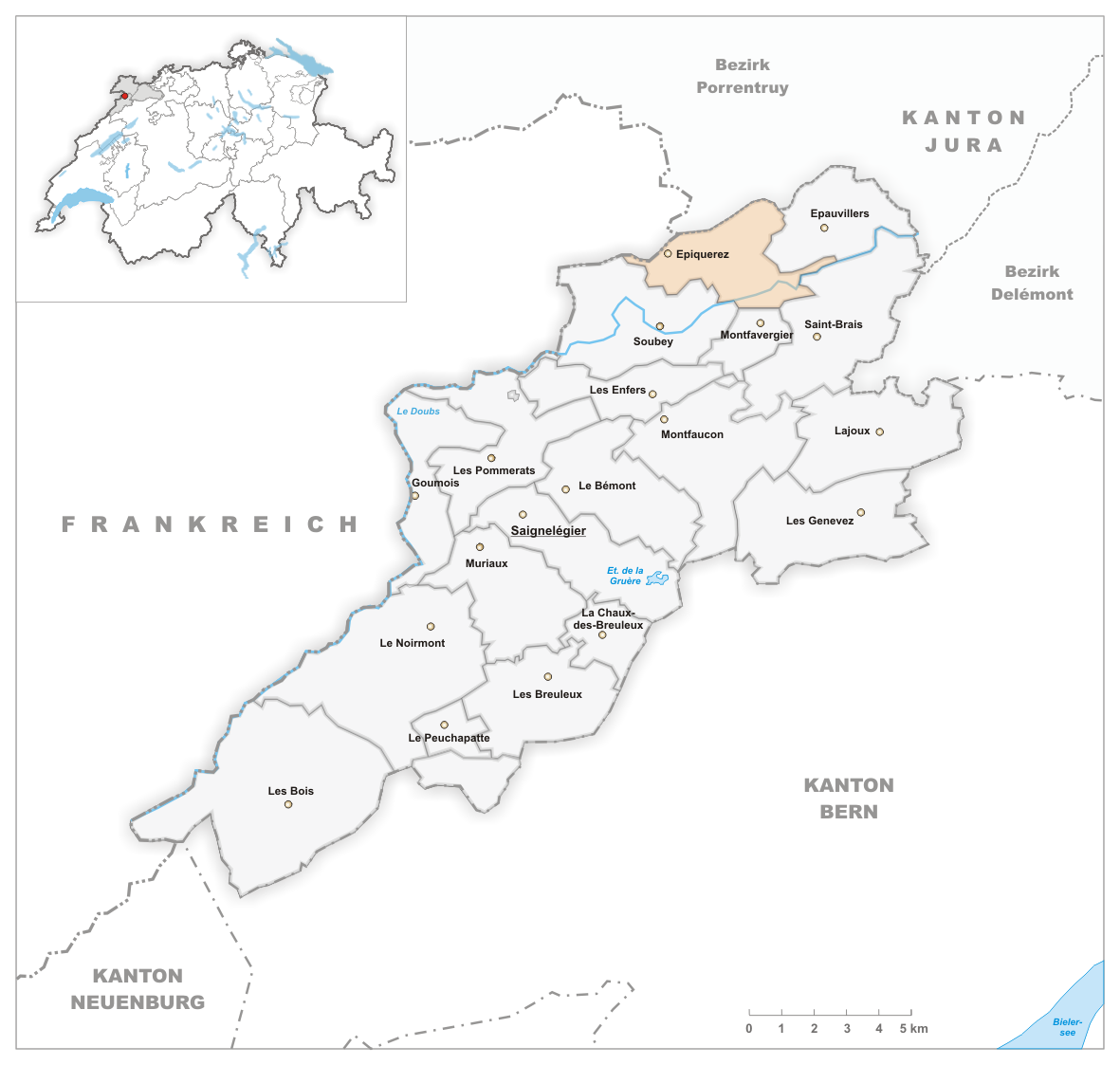
Gemeindestand vor der Fusion am 1. Januar 2009

Epiquerez ist ein Dorf und war bis zum 31. Dezember 2008 eine politische Gemeinde im Bezirk Pruntrut des Kantons Jura in der Schweiz. 
Sie hat mit Wirkung auf den 1. Januar 2009 zusammen mit Epauvillers, Montenol, Montmelon, Ocourt, Saint-Ursanne und Seleute zur Gemeinde Clos du Doubs fusioniert. Das frühere Gemeindegebiet ist mit der Fusion vom Bezirk Freiberge in den Bezirk Pruntrut umgeteilt worden.

## Geographie
Epiquerez liegt auf 878 m ü. M., neun Kilometer nordöstlich des Bezirkshauptorts Saignelégier (Luftlinie). Das Dorf erstreckt sich auf dem breiten Kamm der Jurakette des Clos du Doubs, rund 450 m über der Talsohle des Doubs, nahe der Grenze zu Frankreich.
Die Fläche des 9,6 km² grossen ehemaligen Gemeindegebiets umfasst einen Abschnitt des Clos du Doubs. Den Zentralteil bildet der Rücken dieser Jurakette, die im Norden von der Krete Lai Grétche begrenzt ist. Der höchste Punkt von Epiquerez lag auf 910 m ü. M. Im südlichen Teil umfasste das Gemeindegebiet die oft sehr steile Nordflanke des Doubstals und reichte in einem schmalen Streifen bis an die gegenüberliegende Talflanke unterhalb von Montfavergier. Von der Gemeindefläche entfielen 1997 2 % auf Siedlungen, 46 % auf Wald und Gehölze, 50 % auf Landwirtschaft, und etwas weniger als 2 % waren unproduktives Land.
Zu Epiquerez gehörten die Weiler Essertfallon (736 m ü. M.) am Südhang des Clos du Doubs und Chervillers (462 m ü. M.) nur wenig über der Talsohle des Doubs, der hier eine Insel bildet, sowie mehrere Einzelhöfe. Nachbargemeinden von Epiquerez waren Ocourt, Seleute, Epauvillers, Saint-Brais, Montfavergier und Soubey im Kanton Jura sowie Burnevillers im angrenzenden Frankreich.

## Bevölkerung
Mit 91 Einwohnern (Ende 2007) gehörte Epiquerez zu den kleinsten Gemeinden des Kantons Jura. Von den Bewohnern sind 93,8 % französischsprachig und 6,2 % deutschsprachig (Stand 2000). Seit 1870 (damals 285 Einwohner) hat die Bevölkerungszahl von Epiquerez um rund zwei Drittel abgenommen. 1900 wurden noch 186 Einwohner gezählt.

## Wirtschaft
Epiquerez ist ein vorwiegend landwirtschaftlich geprägtes Dorf mit Milchwirtschaft, Viehzucht und etwas Ackerbau. Ausserhalb des primären Sektors sind kaum Arbeitsplätze im Dorf vorhanden. Die wenigen Erwerbstätigen, die nicht in der Landwirtschaft tätig sind, arbeiten auswärts, hauptsächlich in Saint-Ursanne.

## Verkehr
Epiquerez liegt weit abseits der grösseren Durchgangsstrassen. Sie ist durch eine Stichstrasse erschlossen, die von der Kantonsstrasse Saint-Ursanne - Soubey abzweigt. Auf dieser Kantonsstrasse verkehrt ein Postautokurs vier Mal täglich, der jeweils einen Abstecher nach Epiquerez hinauf macht und damit das Dorf an den öffentlichen Verkehr anbindet.

## Geschichte
Seine erste Erwähnung findet das Dorf 1446 als Es Piquerez, das sich von chez les Piquerez, einer Familie mit dem Namen Piquerez, herleitet. Der Ort unterstand der Propstei Saint-Ursanne. Von 1793 bis 1815 gehörte Epiquerez zu Frankreich und war anfangs Teil des Département du Mont-Terrible, ab 1800 mit dem Département Haut-Rhin verbunden. Durch den Entscheid des Wiener Kongresses kam der Ort 1815 an den Kanton Bern und am 1. Januar 1979 an den neu gegründeten Kanton Jura. 1869 wurde der italienische Revolutionär Giuseppe Mazzini mit dem Ehrenbürgerrecht von Epiquerez bedacht.

## Sehenswürdigkeiten
Das Ortsbild wird durch zahlreiche charakteristische Bauernhäuser aus dem 18. und 19. Jahrhundert beherrscht. Kirchlich war Epiquerez stets von Epauvillers abhängig.
Erwähnenswert sind die Wasserzisternen aus dem 18. Jahrhundert, die sich um den Bauernhof "Au Clos des Citernes" gruppieren. Sie weisen eine Tiefe von 6 – 8 m auf. Das Besondere daran ist, dass die Zisternen das ganze Jahr über in etwa das gleiche Wasserniveau aufweisen. Sie werden von sogenannten artesischen Quellen gespeist. Woher das jahrtausendealte Grundwasser kommt, wurde noch nicht erforscht. Bis in die 70er-Jahre holten sich die französischen Bauern mit Ross und Wagen das Wasser von diesen Zisternen.

## Bilder

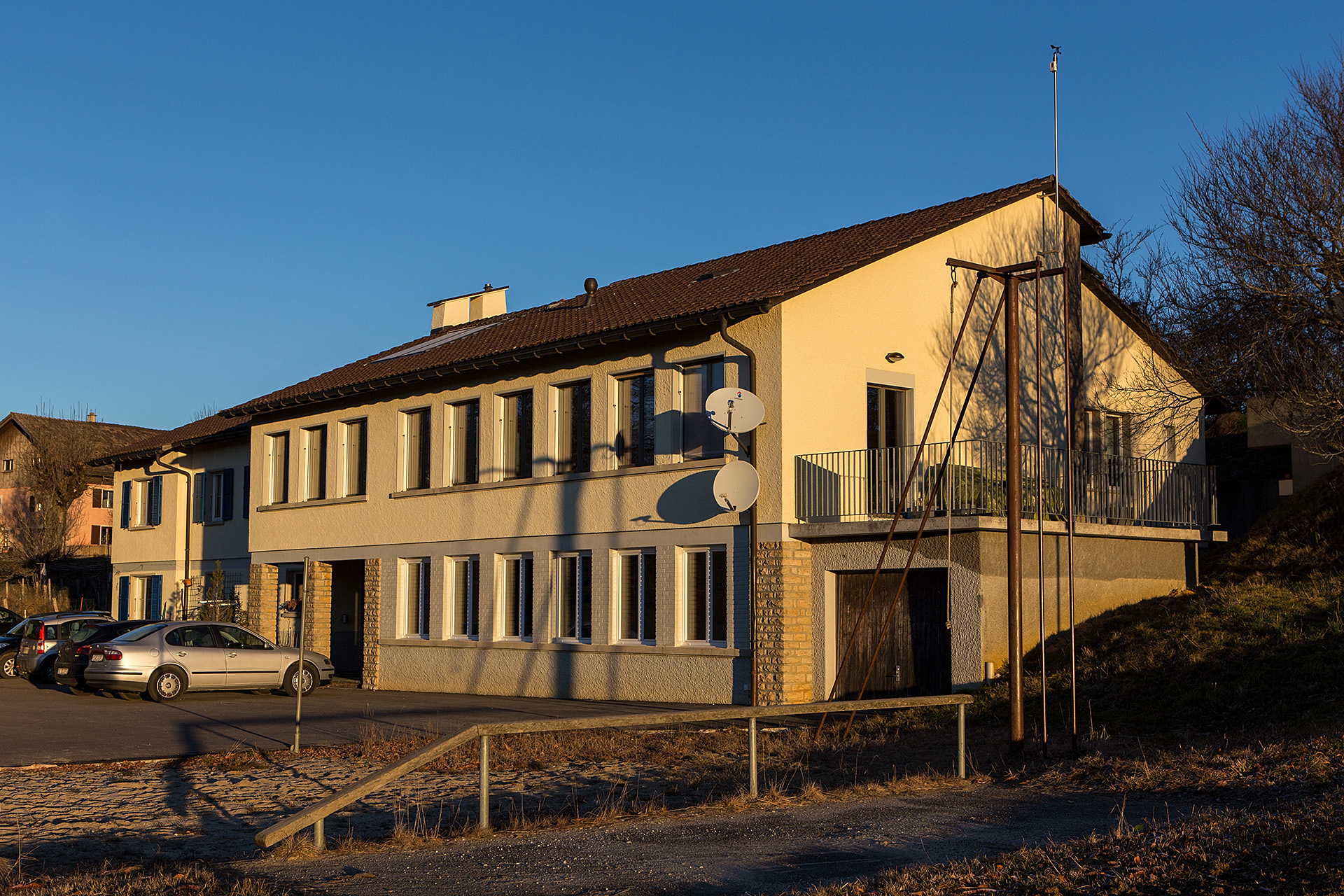
Schulhaus
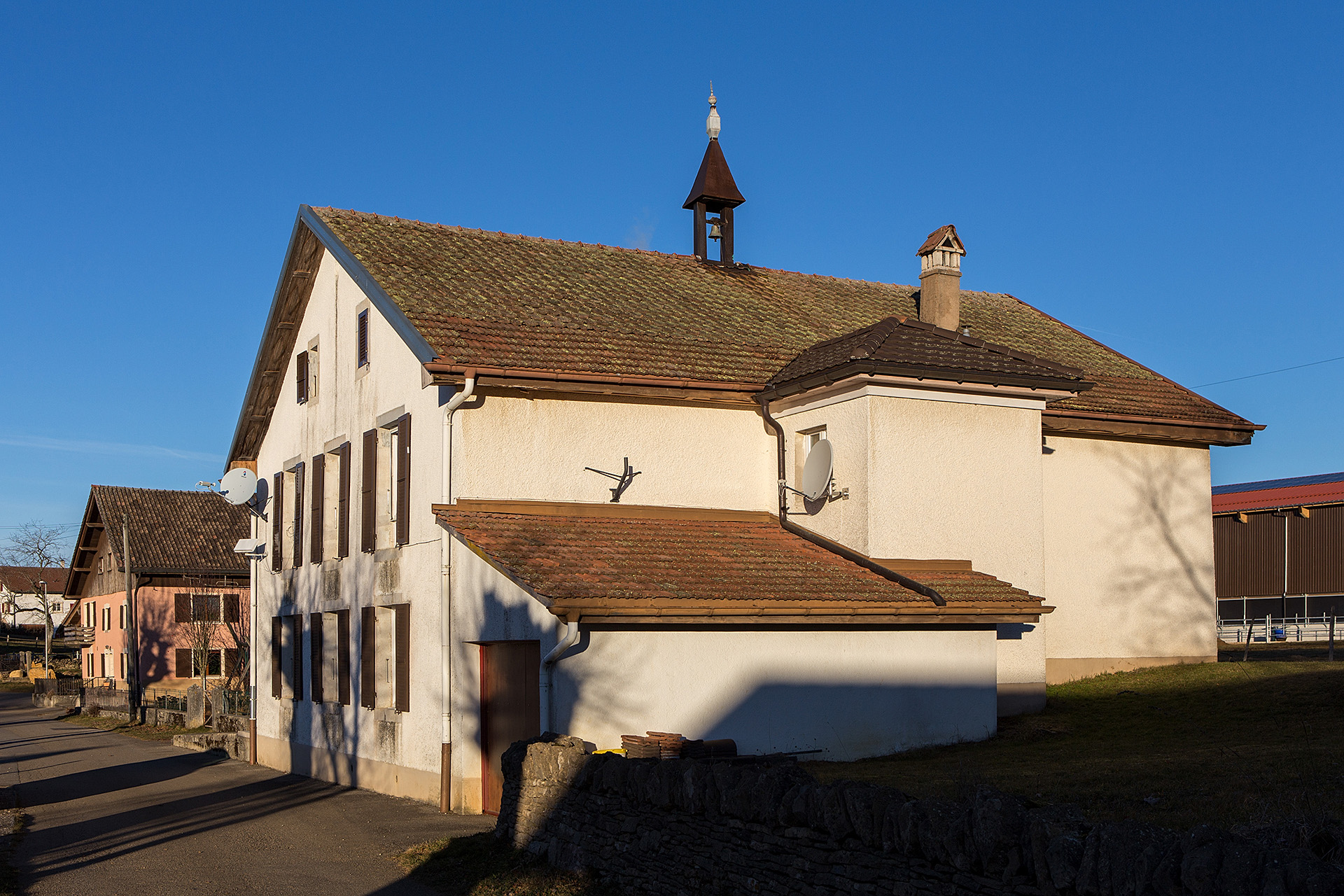
Altes Schulhaus, dann alte Kapelle
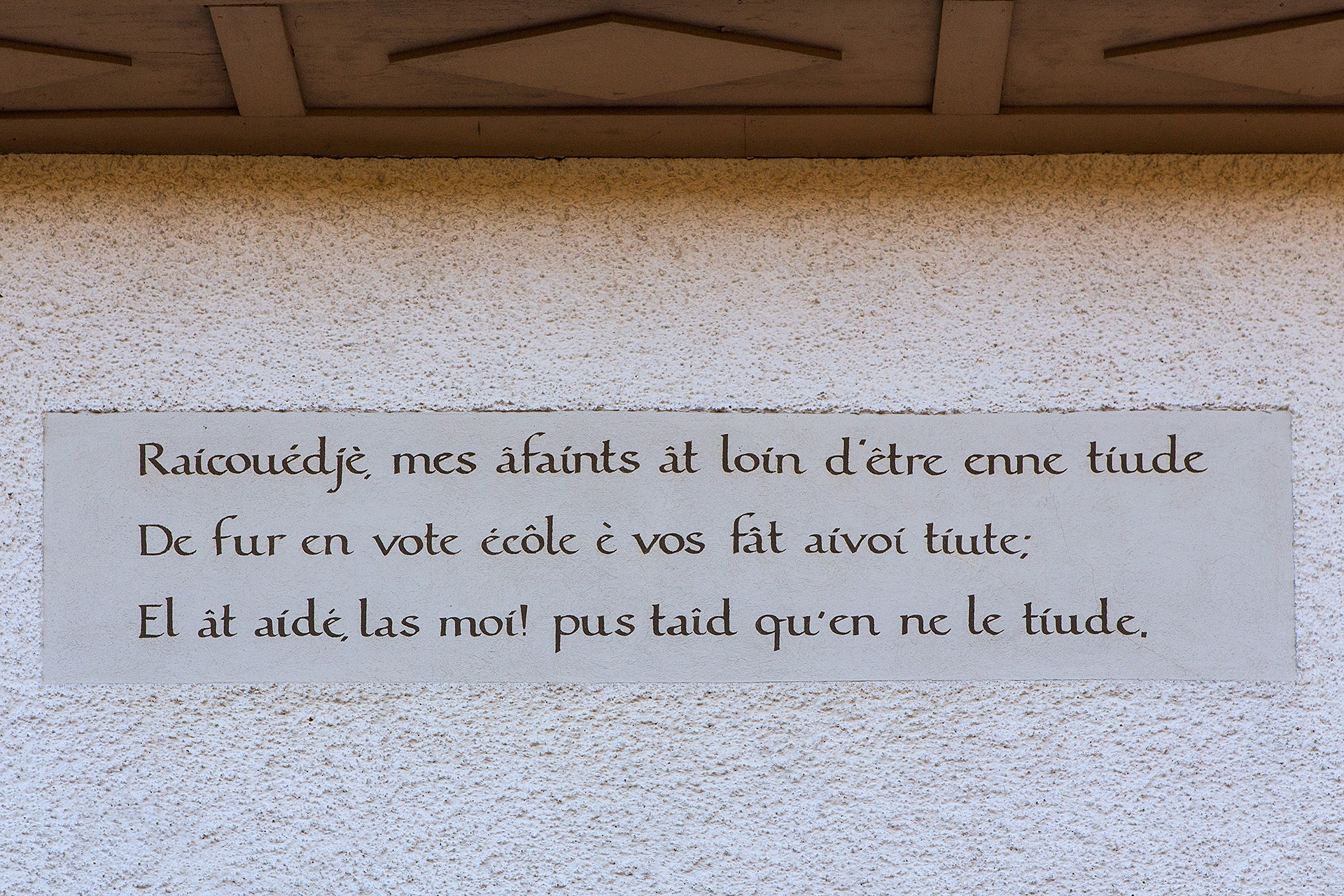
Jurassische Mundart
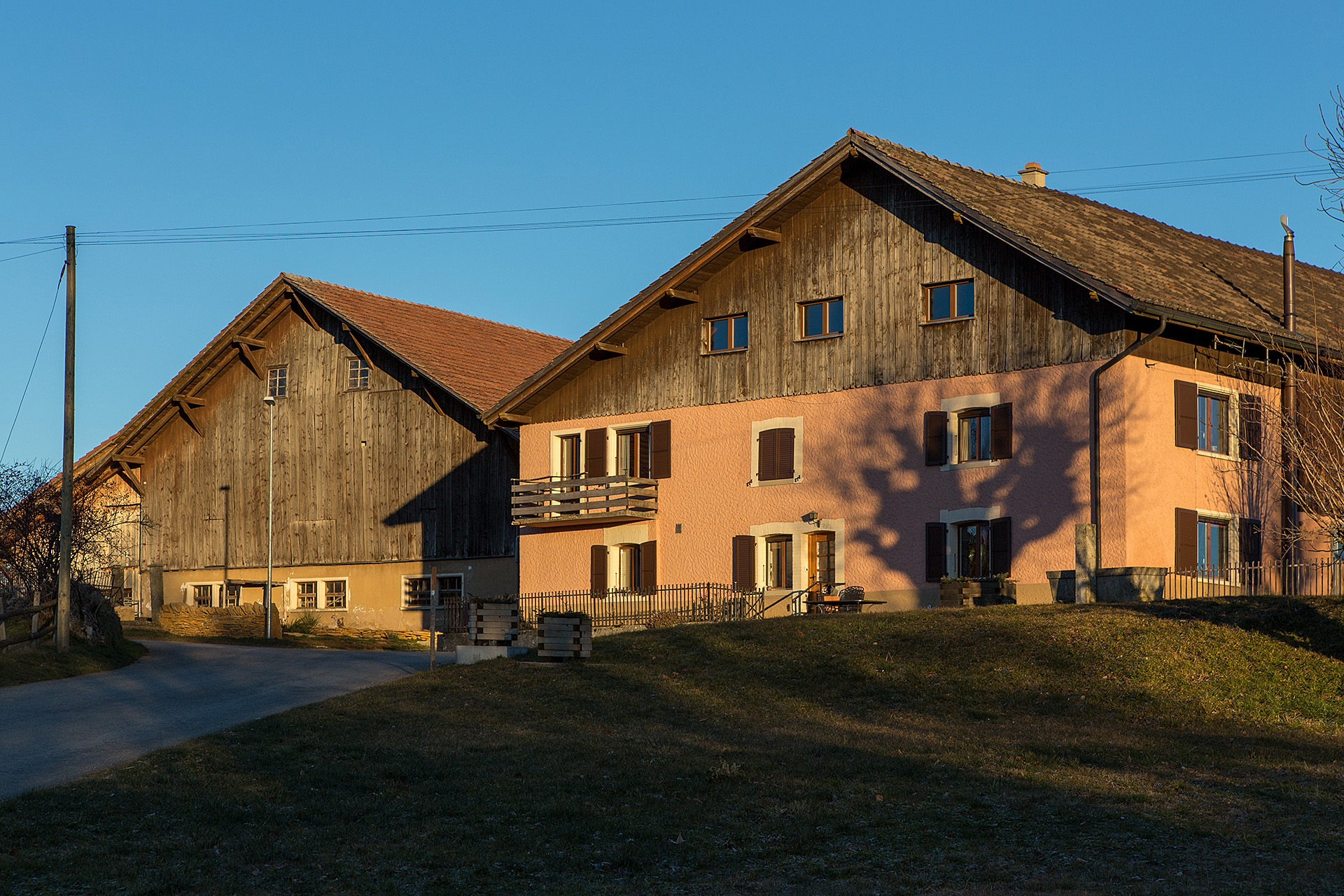
Bauernhaus
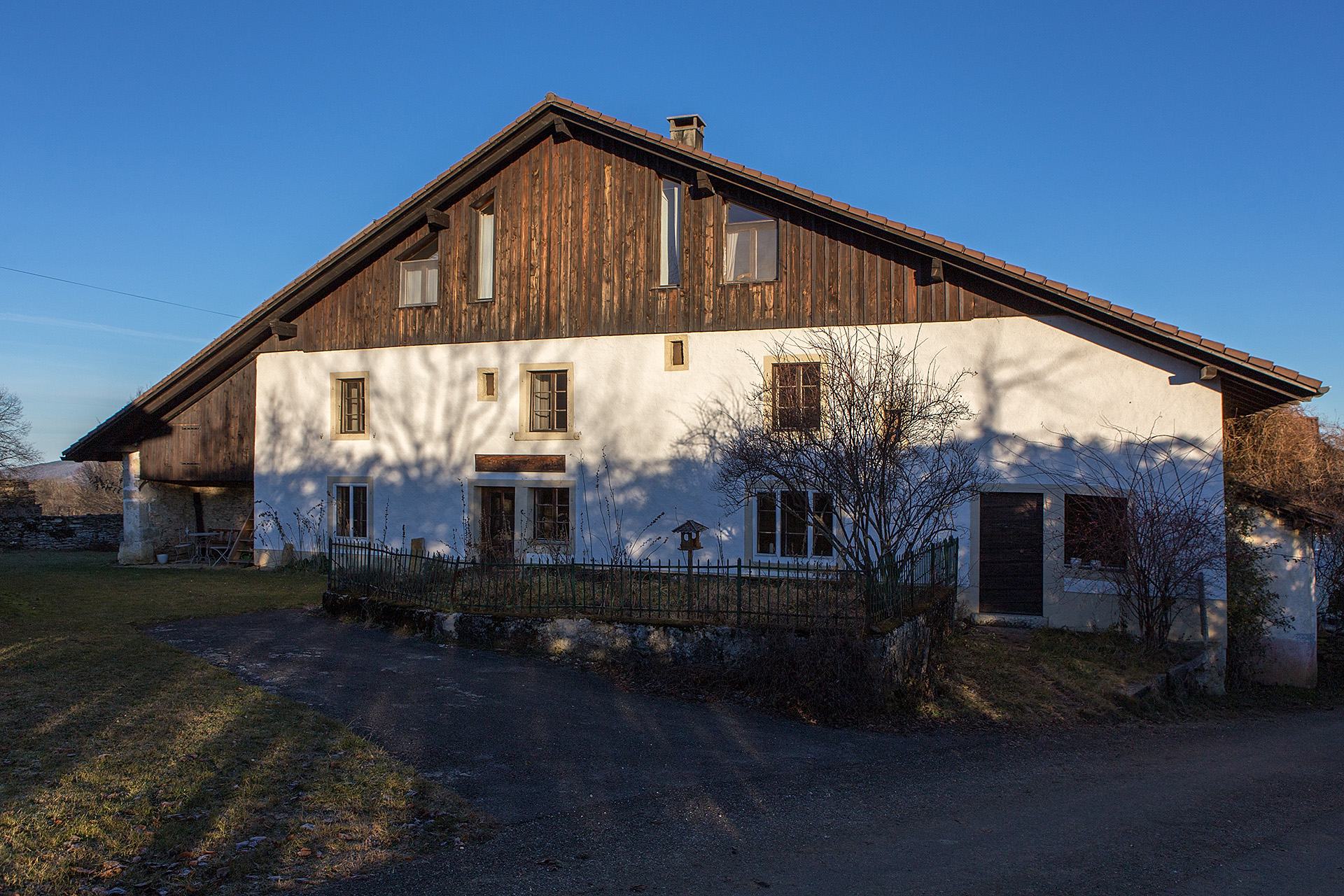
Bauernhaus